# Joaquín Gonzalo y Tarín
Joaquín Gonzalo y Tarín (Teruel, 1837-La Granja, 1910) fue un ingeniero de minas español.

## Biografía
Nacido el 28 de marzo de 1837
 en la ciudad aragonesa de Teruel, fue inspector general de minas. Llegó a estar encargado de la explotación de la mina Lagunazo a las órdenes de la Sociedad de Minas de Cobre del Alosno, empresa de capital francés. Falleció el 13 de agosto de 1910 en el municipio segoviano de San Ildefonso. Su principal obra fue una Descripción física, geológica y minera de la provincia de Huelva (1886-1888).